# Theodore Mittet
Theodore Mittet   (Seattle, 23 de desembre de 1941 - 27 de desembre de 2024) va ser un remer estatunidenc que va competir durant la dècada de 1960.
El 1964 va prendre part en els Jocs Olímpics d'Estiu de Tòquio, on guanyà la medalla de bronze en la prova del quatre sense timoner del programa de rem. Formà equip amb Richard Lyon, Geoffrey Picard i Ted Nash. Estudià arquitectura i planejament urbanístic a la Universitat de Washington.